# Perce Point
Der Perce Point (in Chile Cabo Perce) ist eine niedrige und vereiste Landspitze an der Südküste der Beethoven-Halbinsel der westantarktischen Alexander-I.-Insel. Sie liegt 19 km westsüdwestlich des Berlioz Point, mit dem sie gemeinsam die Einfahrt zur Couperin Bay markiert.
Die Piloten Ashley Clinton Snow Jr. (1906–1975) und Earle Baker Perce (1910–1968) entdeckten sie gemeinsam mit dem Fotografen Arthur James Carroll (1907–1992) bei einem Überflug von Stonington Island am 22. Dezember 1940 im Rahmen der United States Antarctic Service Expedition (1939–1941). Namensgeber der ursprünglich als Cape Perce benannten Landspitze ist Earle Perce.